# Hélicoptère Cornu
L' hélicoptère Cornu était un hélicoptère expérimental construit à Lisieux en France, crédité pour le premier vol libre d'un aéronef à voilure tournante le 13 novembre 1907. Construit par le fabricant de vélos Paul Cornu,  il avait une structure à cadre ouvert autour d'un tube courbé en acier portant un rotor à chaque extrémité. La puissance était transmise par une courroie de transmission reliant les rotors. L'hélicoptère aurait effectué de petits sauts, s'élevant à 1,5 ou 2 mètres, mais les systèmes de contrôle étaient inefficaces. Pour commémorer cet exploit, une réplique a été construite par l'École supérieure des techniques aéronautiques et de construction automobile (ESTACA) et exposée au Musée de l'Air et de l'Espace le 15 décembre 2007.

## Caractéristiques
- Caractéristique : Détail  
- Équipage : Un pilote  
- Nombre de rotors : 2  
- Diamètre des rotors : 6,00 m  
- Surface des rotors : 56,5 m²  
- Poids brut : 260 kg  
- Nombre de moteurs : 1  
- Nom du moteur : Antoinette  
- Puissance du moteur : 18 kW  

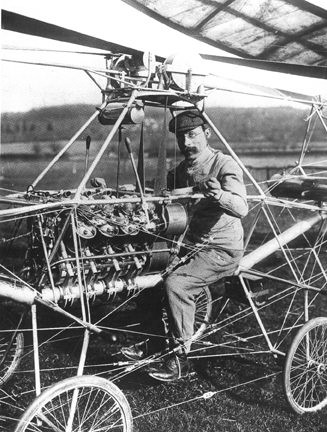
Paul Cornu dans son hélicoptère à cadre ouvert

- Vitesse de croisière : 0 km/h (non spécifiée)  
- Autonomie : 0 heures et 0,5 minutes  
- Plafond : 2 m  